# Olinda Creek
Olinda Creek är ett vattendrag i Australien. Det ligger i delstaten Victoria, omkring 37 kilometer nordost om delstatshuvudstaden Melbourne.
Trakten runt Olinda Creek består till största delen av jordbruksmark. Runt Olinda Creek är det ganska tätbefolkat, med 222 invånare per kvadratkilometer. Genomsnittlig årsnederbörd är 1 244 millimeter. Den regnigaste månaden är juli, med i genomsnitt 140 mm nederbörd, och den torraste är januari, med 49 mm nederbörd.